# Черкасов, Евгений Евгеньевич
Евге́ний Евге́ньевич Черка́сов (12 октября 1930, Москва, РСФСР, СССР — 20 ноября 2013, Москва, Россия) — советский стрелок, серебряный призёр летних Олимпийских игр в Мельбурне (1956) в скоростной стрельбе из малокалиберного пистолета.

## Биография
Жена — Надежда Николаевна Юлина, заслуженный мастер спорта, тренер по пулевой стрельбе (род. 1 мая 1937, Москва)
Являлся специалистом по скоростной стрельбе из пистолета, участвовал в двух Олимпиадах:
- в 1956 году в Мельбурне, на которой он стал серебряным призёром (в качестве оружия использовал пистолет МЦ-3 «Рекорд»)[1].
- в 1960 году в Риме, где он занял 12-е место.

В 1954 и 1958 гг. становился чемпионом мира в командных соревнованиях, в 1955 г. — чемпионом Европы в индивидуальном зачете и в 1955 и 1959 гг. — в командном. Также являлся чемпионом Советского Союза в скоростной стрельбе из малокалиберного пистолета в 1956 и 1958 гг., в 1955 г. установил мировой рекорд в этой дисциплине (587 очков), выиграв с этим результатом первенство Европы в Бухаресте. Стрелок помог советской команде установить мировые рекорды в выиграть титулы в 1954, 1955 и 1958 гг.
В 1963 году присвоено звание «Почётный мастер спорта СССР».
По окончании спортивной карьеры более 30 лет работал врачом советских и российских сборных команд, был удостоен почетного звания Заслуженный врач Российской Федерации.

## Награды
- Орден «Знак Почёта» (27.04.1957) — за успехи, достигнутые в деле развития массового физкультурного движения в стране, повышения мастерства советских спортсменов, и успешное выступление на международных соревнованиях